# یولیکا رویکان
یولیکا رویکان (انگلیسی: Iulică Ruican؛ زادهٔ ۲۹ اوت ۱۹۷۱) قایقران روئینگ اهل رومانی است.
وی در مسابقات کشوری و بین‌المللی در مجموع برندهٔ ۴ مدال طلا، ۳ مدال نقره، ۲ مدال برنز شده‌است.